# Giacomo Porrazzini
Giacomo Porrazzini (ur. 28 stycznia 1941 w Terni) – włoski polityk, samorządowiec i inżynier, w latach 1978–1990 burmistrz Terni, poseł do Parlamentu Europejskiego III kadencji.

## Życiorys
Ukończył studia z inżynierii lądowej. Od 1978 do 1990 sprawował funkcję burmistrza rodzinnego Termi. Był również prezydentem ANCI (stowarzyszenia włoskich gmin) w Umbrii.
Zaangażował się w działalność Włoskiej Partii Komunistycznej (w 1991 przekształconej w Demokratyczną Partię Lewicy). W 1989 zdobył mandat posła do Parlamentu Europejskiego. Przystąpił początkowo do Grupy Zjednoczonej Lewicy Europejskiej, w styczniu 1993 przeszedł do grupy socjalistycznej (podobnie jak reszta członków jego ugrupowania). Był przewodniczącym Delegacji ds. stosunków ze Szwajcarią (1992–1994), należał także m.in. do Komisji ds. Transportu i Turystyki oraz Komisji ds. Energii, Badań Naukowych i Technologii. Później objął funkcję prezesa ASM (przedsiębiorstwa komunalnego w Terni) oraz Gepafin (publiczno-prywatnej firmy z branży finansowej).